# Udayapur (dystrykt)

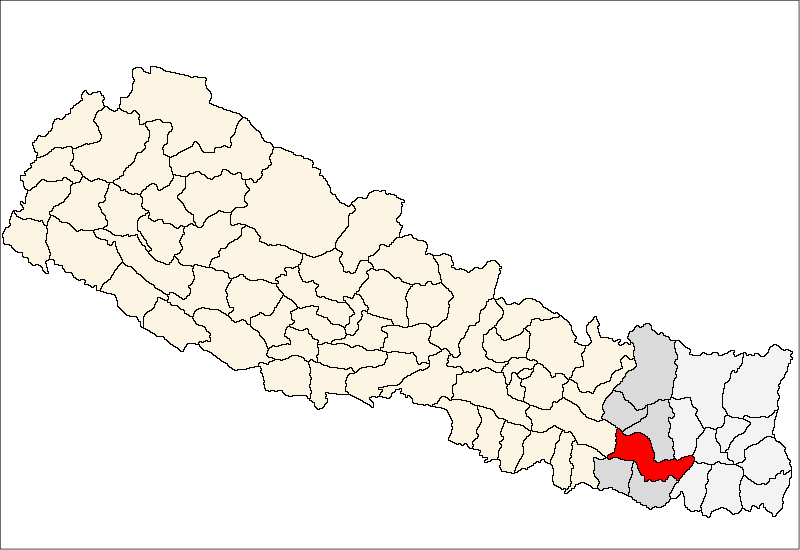
Dystrykt Udayapur

Dystrykt Udayapur (nep. उदयपुर) – jeden z siedemdziesięciu pięciu dystryktów Nepalu. Leży w strefie Sagarmatha. Dystrykt ten zajmuje powierzchnię 2063 km², w 2011 r. zamieszkiwały go 317 532 osoby. Stolicą jest Gaighat.